# Agrianes (Stamm)
Die Agrianes (altgriechisch Ἀγριᾶνες) waren ein thrakischer oder päonischer Stamm. Sein Hauptsiedlungsgebiet befand sich am oberen Strymon im heutigen Bulgarien.
Die Agrianes werden erstmals im Zusammenhang mit den Feldzügen des persischen Feldherrn Megabazos 511 v. Chr. erwähnt. Später gehörten sie zum Reich der Odrysen und bereits 352 v. Chr. zählten die Agrianes zu den Verbündeten Philipps II. von Makedonien. Langaros, König der Agrianes, unterstützte Alexander den Großen, der sich auf seinen Feldzügen der mit Wurfspeeren bewaffneten leichten Infanterie (Peltasten) der Agrianes bediente.
Bis zum Fall Makedoniens in den Kriegen gegen Rom Mitte des 2. Jahrhunderts v. Chr. dienten die Agrianes als Söldner in den Heeren der hellenistischen Herrscher. 
Ab dieser Zeit wurden sie von den Dentheletai verdrängt.